# Bramhadevarahalli, Nagamangala
Bramhadevarahalli là một làng thuộc tehsil Nagamangala, huyện Mandya, bang Karnataka, Ấn Độ.